# Zoran Rajović
Zoran Rajović (Vinkovci, 28. listopada 1979.) bivši je srpski nogometaš rođen u Hrvatskoj. Rajović također posjeduje bosanskohercegovačko državljanstvo.
Rajović je rođen 1979. u Vinkovcima gdje je i naučio prve nogometne korake, nakon toga se preselio u Novi Sad i pristupio Vojvodini u kojoj je sa 17 godina debitirao u Prvoj ligi Jugoslavije, s devetnaest je otišao u Bugarsku, igrao za Beroe. Trebao je potpisati ugovor s Liteksom, ali ga je ozljeda koljena, koja ga je od travnjaka odvojila na osam mjeseci, spriječila da zaigra za taj veliki bugarski klub.
Nakon oporavka od ozljede otišao je pola godine u Kinu, u klub Dalian, pa se opet vratio u Vojvodinu, a zatim ujesen 2002. došao u FK Glasinac Sokolac. Prije početka sezone 2004./05. Premijer lige BiH, kao jedan od najboljih napadača Premijer lige BiH dolazi u HŠK Zrinjski Mostar. Već u prvim utakmicama Rajović se pokazao kao pravo pojačanje i postao ljubimaca navijača. Iste sezone sa Zrinjskim osvaja naslov prvaka Premijer lige BiH, a proglašen je najboljim igračem i strijelcem lige. Također je proglašen najboljim igračem Zrinjskog te je tako od navijača dobio trofej "Filip Šunjić - Pipa". 
Nakon odlične sezone u Zrinjskom, Rajović odlazi u Izrael gdje igra za Ashdod i Hapoel Kfar-Saba, a nakon izraelskih klubova odlazi u grčki Ethnikos.
U redove plemića se vraća na početku 2007. godine. Povratkom Rajovića, miljenika Ultrasa u redove Zrinjski naglo je porastao apetit navijačima, koji su se nadali osvajanju titule prvaka. Ipak od titule nije bilo ništa, a Rajović je ipak opravdao svoj dolazak u Zrinjski. U sezoni 2007./08., Rajović je sa Zrinjskim osvojio Nogometni kup Bosne i Hercegovine, a nakon završetka te sezone, njegov ugovor sa Zrinjskim je istekao i iz Mostara je otišao kao slobodan igrač. 